# Vogelsang (Brandemburgo)
Vogelsang é um município da Alemanha, situado no distrito de Oder-Spree, no estado de Brandemburgo. Tem 5,79 km² de área, e sua população em 2019 foi estimada em 711 habitantes.